# Reisseck (berg)
Reisseck är ett berg i Österrike.   Det ligger i distriktet Spittal an der Drau och förbundslandet Kärnten, i den centrala delen av landet, 270 km sydväst om huvudstaden Wien. Toppen på Reisseck är 2 965 meter över havet, eller 328 meter över den omgivande terrängen. Bredden vid basen är 7,5 km.
Terrängen runt Reisseck är huvudsakligen bergig, men den allra närmaste omgivningen är kuperad. Närmaste större samhälle är Seeboden, 18,3 km sydost om Reisseck. 
I omgivningarna runt Reisseck växer i huvudsak barrskog. Runt Reisseck är det ganska glesbefolkat, med 29 invånare per kvadratkilometer.